# Regione Autonoma del Tibet
La regione autonoma del Tibet (西藏S, XīzàngP, lett. "Zàng occidentale"; བོད་རང་སྐྱོང་ལྗོངས་, Bod-rang-skyong-ljongsW) è una regione con autonomia a livello di provincia della Repubblica Popolare Cinese. Costituisce una parte dell'originaria regione storico-geografica del Tibet, coprendo solo la porzione occidentale.

## Etimologia
In lingua tibetana la regione è conosciuta come Bod, il nome Tibet con cui la regione è conosciuta nelle lingue dell'Europa occidentale deriva da To-Bod, letteralmente To significa "alto" per cui To-Bod significa "Alto Bod", che era il nome con il quale i mercanti tibetani si riferivano all'altopiano da cui provenivano. Il nome To-Bod è stato acquisito da varie lingue nella propria ortografia così negli annali cinesi sono presenti T'u-bat (V secolo, D.C.), Tu-po-te, Tie-bu-te, T'u-bo-te (X e XI secoli) e al giorno d'oggi T'u-fan; in Mongolo, Tübet, Toböt; in Arabo, Tubbet; Istakhri (circa 590), Tobbat; Rabbi Benjamin (1165), Thibet; I. de Plano Carpini (1247), Thabet; Rubruquis (1253), Marco Polo (1298), Tebet; Ibn Batuta (1340), Thabat; Ibn Haukal (976), Al Biruni (1020), Odorico di Pordenone (circa 1328), Orazio della Penna (1730), Tibet, la quale è la forma attualmente in uso. Il nome cinese per la regione, Xizang, deriva dal cinese Xī ovvero occidente e dal tibetano Ts'ang, una regione del Tibet centrale.

## Storia
Il Tibet era stato parte dell'Impero Cinese per circa 700 anni, dal 1270. Nel 1911 il Tibet divenne uno Stato sovrano indipendente di stampo teocratico governato dalla massima autorità religiosa del Buddhismo tibetano, il Dalai Lama. Nel 1950 l'Esercito Popolare di Liberazione, facente capo alla Repubblica Popolare Cinese guidata da Mao Zedong, unificò il Tibet con la Cina, adducendo, come motivazioni verso l'esterno, il fatto che il Tibet con la Cina, 39 anni prima, erano un unico Stato.
Nel 1956 il Governo cinese costituì il Comitato Preparatorio per la Regione Autonoma del Tibet. Tenzin Gyatso (XIV Dalai Lama) presiedeva il comitato, ma si rese conto che gli altri appartenenti erano molto dipendenti dalle decisioni del governo centrale.
Nel 1957 scoppiò una rivolta nel Tibet orientale che si estese a Lhasa nel 1959. Nello stesso anno l'Esercito di liberazione popolare schiacciò la rivolta; il 17 marzo, il Dalai Lama lasciò il Palazzo del Norbulingka travestito da soldato e scappò in India dove costituì il Governo tibetano in esilio.
Il 1º settembre 1965 nacque ufficialmente la Regione Autonoma del Tibet nota internazionalmente con l'acronimo di TAR (Tibet Autonomous Region). In concordanza con gli articoli 111 e 112 della Costituzione della Repubblica Popolare Cinese e seguendo l'esempio dell'Unione Sovietica, il governatore doveva essere di etnia tibetana, controllato dal locale segretario del Partito Comunista Cinese, generalmente un cinese di etnia Han.
Nel 1976, dopo la morte di Mao, visto il clima di rivolta sempre nell'aria, i Cinesi si resero conto che non potevano continuare a governare la Regione Autonoma del Tibet sempre nello stesso modo. Per questo Hua Guofeng successore di Mao, invitò il Dalai Lama a ritornare in Tibet. Questi considerò con cautela l'invito e, dopo avere mandato una commissione per valutare il rientro (con il consenso cinese) decise di rimanere in India.
Deng Xiaoping sostituì Hua Guofeng e inviò in Tibet una commissione per valutare la situazione del Tibet. A seguito di questa venne stabilito un piano per cercare di migliorare le condizioni di vita dei tibetani riducendo per due anni le tasse, consentendo un minimo di iniziativa privata e facendo riaprire il Jakong e il Palazzo del Potala. Nei primi anni 1980 vennero diminuiti leggermente i divieti relativi all'osservanza della religione e vennero riaperti alcuni monasteri. Questo era per riaprire il colloquio con il Governo tibetano in esilio in modo che il Dalai Lama fosse più vicino all'influenza cinese e che andasse in Cina dove avrebbe potuto ricoprire qualche incarico da funzionario. Egli rifiutò e nel 1983 i colloqui furono interrotti definitivamente e l'invito al Dalai Lama fu ritirato.
Da allora ci sono state sporadiche rivolte (per lo più non armate) per l'autonomia del Tibet contro il Governo cinese, condotte principalmente da monaci e monache.
A tutt'oggi Tenzin Gyatso non richiede più l'indipendenza e la sovranità del Tibet, anche tramite pressioni internazionali, ma solo una vera autonomia del Tibet e il rispetto dei diritti umani dei tibetani.

## Geografia fisica
La Regione è localizzata nell'omonimo altopiano e comprende una parte importante della catena dell'Himalaya (tra cui il monte Everest).

### Confini
Confina a nord e a est con la regione autonoma dello Xinjiang e con le province cinesi di Qinghai e Sichuan; a ovest confina con l'India e a sud con Nepal, India, Birmania e Bhutan e con la provincia dello Yunnan.

## Geografia antropica

### Suddivisioni amministrative
La regione autonoma del Tibet comprende una città prefettura, Lhasa, 6 prefetture (Nagqu, Qamdo, Nyingchi, Shannan, Xigazê, Ngari). Comprende 1 distretto (Chegguan, Lhasa), 1 città a livello di contea (Xigazê o Shigatse ) e 71 contee.
| Map                  | #                      | Nome       | Hanzi        | Hanyu Pinyin  | Tibetano              | Wylie                  | Amministrazione |
| -------------------- | ---------------------- | ---------- | ------------ | ------------- | --------------------- | ---------------------- | --------------- |
|                      |                        |            |              |               |                       |                        |                 |
| — Città-prefettura — |                        |            |              |               |                       |                        |                 |
| 5                    | Lhasa                  | 拉萨市     | Lāsà Shì     | ལྷ་ས་གྲོང་ཁྱེར་    | Lha-sa Grong-khyer    | Distretto di Chengguan |                 |
| — Prefettura —       |                        |            |              |               |                       |                        |                 |
| 1                    | Prefettura di Ngari    | 阿里地区   | Ālǐ Dìqū     | མངའ་རིས་ས་ཁུལ་  | Mnga'-ris Sa-khul     | Contea di Gar          |                 |
| 2                    | Prefettura di Nagqu    | 那曲地区   | Nàqū Dìqū    | ནག་ཆུ་ས་ཁུལ་    | Nag-chu Sa-khul       | Contea di Nagqu        |                 |
| 3                    | Prefettura di Qamdo    | 昌都地区   | Chāngdū Dìqū | ཆབ་མདོ་ས་ཁུལ་   | Chab-mdo Sa-khul      | Contea di Qamdo        |                 |
| 4                    | Prefettura di Xigazê   | 日喀则地区 | Rìkāzé Dìqū  | གཞིས་ཀ་རྩེ་ས་ཁུལ་ | Gzhis-ka-rtse Sa-khul | Xigazê                 |                 |
| 6                    | Prefettura di Shannan  | 山南地区   | Shānnán Dìqū | ལྷོ་ཁ་ས་ཁུལ་     | Lho-kha Sa-khul       | Contea di Nêdong       |                 |
| 7                    | Prefettura di Nyingchi | 林芝地区   | Línzhī Dìqū  | ཉིང་ཁྲི་ས་ཁུལ་    | Nying-khri Sa-khul    | Contea di Nyingchi     |                 |

## Geografia umana ed etnie
La regione ha la più bassa densità delle sei regioni amministrative a livello di province cinesi a causa del clima e del territorio altamente montagnoso.
La popolazione è costituita da tibetani e da cinesi di etnia han. Non esistono stime ufficiali attendibili inerenti alla percentuale degli uni e degli altri. Sono presenti anche piccoli gruppi tribali come i monpa e i lhoba nella parte sud-ovest della regione.
L'aspettativa di vita degli abitanti del Tibet è aumentata da 35,5 anni nel 1951 a 71,1 anni nel 2019.

## Economia
Nel 2021 il Tibet era la provincia più piccola per prodotto interno lordo attestandosi a circa 200 miliardi di Yuan, equivalenti a circa 31 miliardi di dollari (a un tasso di conversione medio di 6,45 yuan per dollaro), e venticinquesima su 31 province per PIL pro capite attestandosi a circa 55.000 yuan o circa 8.525 dollari.
Con il più alto livello di spesa pubblica pro capite in Cina, la regione autonoma del Tibet, pur essendo ancora povera, sta vivendo un rapido sviluppo economico (10% di crescita nel 2018), permettendo alla classe media di espandersi. Pechino intende promuovere lo sviluppo economico attraverso il turismo e l'estrazione mineraria, e poi costruire una rete di infrastrutture per raggiungere il Nepal e l'India come parte delle nuove vie della seta, e migliorare l'integrazione della popolazione. Nonostante una politica di discriminazione positiva nel lavoro pubblico urbano, i tibetani sono ancora sottorappresentati. Così, anche se la regione è ufficialmente definita "autonoma", la grande maggioranza degli alti funzionari sono Han (il gruppo etnico maggioritario in Cina) e i progetti sono per lo più decisi da Pechino. Nel 2018, trentaquattro milioni di turisti (+31,5% rispetto al 2017), soprattutto cinesi, hanno visitato il Tibet.

### Settore primario
Il settore primario è stato per secoli il principale settore economico della regione concentrato sull'allevamento di yak (un grande bovino originario dell'altopiano tibetano), bovini, dzo (un incrocio tra bovini e yak), equini, pecore e capre e in misura minore suini e sull'agricoltura in special modo di orzo.

### Industrie e produzione
Il settore industriale è di recente comparsa nell'economia tibetana essendosi sviluppato dopo l'annessione del Tibet alla Cina. Nel 2020 il settore industriale costituiva il 42% del PIL.
|                                                            | Quota % della produzione industriale lorda |
| ---------------------------------------------------------- | ------------------------------------------ |
| Fabbricazione di prodotti minerali non metallici           | 33,8                                       |
| Estrazione e lavorazione di metalli non ferrosi            | 21,2                                       |
| Produzione e fornitura di energia elettrica e termica      | 18,4                                       |
| Produzione di liquori, bevande e tè raffinati              | 6,8                                        |
| Fabbricazione di medicinali                                | 6,2                                        |
| Fabbricazione di materie prime chimiche e prodotti chimici | 3,1                                        |
| Trasformazione di alimenti da prodotti agricoli            | 1,6                                        |
| Estrazione e lavorazione di minerali non metallici         | 1,4                                        |
| Produzione e fornitura di acqua                            | 1,2                                        |
| Produzione di alimenti                                     | 1,2                                        |

### Servizi
I servizi costituito il principale settore economico, essi generano il 50,1% del prodotto interno lordo.

### Turismo
La provincia del Tibet è un'importante meta turistica e nel solo 2021 ha ospitato 41 milioni di turisti che hanno contribuito per 44 miliardi di yuan all'economia provinciale mentre nel quinquennio tra il 2016 e il 2020 i turisti sono stati 213 milioni

## Società

### Lingue
Le lingue ufficiali sono il cinese e il tibetano.

### Religione
- Buddismo tibetano 78,5%
- Bön 12,5%
- Religioni cinesi e altro 8,58%
- Islam 0,4%
- Cristianesimo 0,02%